# Lijst van voorzitters van het Huis van Afgevaardigden (Verenigde Staten)
In deze lijst staan alle voorzitters ('speakers') van het Amerikaanse Huis van Afgevaardigden van 1789 tot heden.
55 personen uit 23 van de 50 deelstaten hebben het ambt van voorzitter bekleed:
- Een uit Alabama,  Connecticut, Iowa, Missouri, North Carolina, Oklahoma, Washington en Wisconsin
- Twee uit Californië, Maine, New Jersey, New York en South Carolina
- Drie uit Georgia, Illinois, Indiana, Pennsylvania, Tennessee, Texas en Ohio
- Vier uit Kentucky en Virginia
- Acht uit Massachusetts

32 van hen bekleedden het ambt gedurende meerdere al dan niet elkaar opvolgende zittingstermijnen.
| Nr.    | Voorzitter van het Huis van Afgevaardigden Speaker of the House of Representatives | Voorzitter van het Huis van Afgevaardigden Speaker of the House of Representatives | Ambtstermijn      | Ambtstermijn      | Partij | Staat          | Congres(en) |
| ------ | ---------------------------------------------------------------------------------- | ---------------------------------------------------------------------------------- | ----------------- | ----------------- | ------ | -------------- | ----------- |
| 1      | Frederick Muhlenberg                                                               | Frederick Muhlenberg (1750–1801)                                                   | 1 april 1789      | 4 maart 1791      | F      | Pennsylvania   | 1           |
| Vacant |                                                                                    |                                                                                    |                   |                   |        |                |             |
| 2      | Jonathan Trumbull jr.                                                              | Jonathan Trumbull jr. (1740–1809)                                                  | 24 oktober 1791   | 4 maart 1793      | F      | Connecticut    | 2           |
| Vacant |                                                                                    |                                                                                    |                   |                   |        |                |             |
| (1)    | Frederick Muhlenberg                                                               | Frederick Muhlenberg (1750–1801)                                                   | 1 december 1793   | 4 maart 1795      | DR     | Pennsylvania   | 3           |
| Vacant |                                                                                    |                                                                                    |                   |                   |        |                |             |
| 3      | Jonathan Dayton                                                                    | Jonathan Dayton (1760–1824)                                                        | 7 december 1795   | 4 maart 1799      | F      | New Jersey     | 4           |
| 3      | Jonathan Dayton                                                                    | Jonathan Dayton (1760–1824)                                                        | 7 december 1795   | 4 maart 1799      | F      | New Jersey     | 5           |
| Vacant |                                                                                    |                                                                                    |                   |                   |        |                |             |
| 4      | Theodore Sedgwick                                                                  | Theodore Sedgwick (1746–1813)                                                      | 1 december 1799   | 4 maart 1801      | F      | Massachusetts  | 6           |
| Vacant |                                                                                    |                                                                                    |                   |                   |        |                |             |
| 5      | Nathaniel Macon                                                                    | Nathaniel Macon (1757–1837)                                                        | 7 december 1801   | 4 maart 1807      | DR     | North Carolina | 7           |
| 5      | Nathaniel Macon                                                                    | Nathaniel Macon (1757–1837)                                                        | 7 december 1801   | 4 maart 1807      | DR     | North Carolina | 8           |
| 5      | Nathaniel Macon                                                                    | Nathaniel Macon (1757–1837)                                                        | 7 december 1801   | 4 maart 1807      | DR     | North Carolina | 9           |
| 6      | Joseph Varnum                                                                      | Joseph Varnum (1751–1821)                                                          | 26 oktober 1807   | 4 maart 1811      | DR     | Massachusetts  | 10          |
| 6      | Joseph Varnum                                                                      | Joseph Varnum (1751–1821)                                                          | 26 oktober 1807   | 4 maart 1811      | DR     | Massachusetts  | 11          |
| 7      | Henry Clay                                                                         | Henry Clay (1777–1852)                                                             | 4 maart 1811      | 20 januari 1814   | DR     | Kentucky       | 12          |
| 7      | Henry Clay                                                                         | Henry Clay (1777–1852)                                                             | 4 maart 1811      | 20 januari 1814   | DR     | Kentucky       | 13          |
| 8      | Langdon Cheves                                                                     | Langdon Cheves (1776–1857)                                                         | 20 januari 1814   | 4 maart 1815      | DR     | South Carolina |             |
| (7)    | Henry Clay                                                                         | Henry Clay (1777–1852)                                                             | 4 maart 1815      | 28 oktober 1820   | DR     | Kentucky       | 14          |
| (7)    | Henry Clay                                                                         | Henry Clay (1777–1852)                                                             | 4 maart 1815      | 28 oktober 1820   | DR     | Kentucky       | 15          |
| (7)    | Henry Clay                                                                         | Henry Clay (1777–1852)                                                             | 4 maart 1815      | 28 oktober 1820   | DR     | Kentucky       | 16          |
| Vacant |                                                                                    |                                                                                    |                   |                   |        |                |             |
| 9      | John Taylor                                                                        | John Taylor (1784–1854)                                                            | 15 november 1820  | 4 maart 1821      | DR     | New York       |             |
| Vacant |                                                                                    |                                                                                    |                   |                   |        |                |             |
| 10     | Philip Barbour                                                                     | Philip Barbour (1783–1841)                                                         | 4 december 1821   | 4 maart 1823      | DR     | Virginia       | 17          |
| (7)    | Henry Clay                                                                         | Henry Clay (1777–1852)                                                             | 1 december 1823   | 4 maart 1825      | DR     | Kentucky       | 18          |
| Vacant |                                                                                    |                                                                                    |                   |                   |        |                | 18          |
| (9)    | John Taylor                                                                        | John Taylor (1784–1854)                                                            | 5 december 1825   | 4 maart 1827      | NR     | New York       | 19          |
| 11     | Andrew Stevenson                                                                   | Andrew Stevenson (1784–1857)                                                       | 3 december 1827   | 2 juni 1834       | D      | Virginia       | 20          |
| 11     | Andrew Stevenson                                                                   | Andrew Stevenson (1784–1857)                                                       | 3 december 1827   | 2 juni 1834       | D      | Virginia       | 21          |
| 11     | Andrew Stevenson                                                                   | Andrew Stevenson (1784–1857)                                                       | 3 december 1827   | 2 juni 1834       | D      | Virginia       | 22          |
| 11     | Andrew Stevenson                                                                   | Andrew Stevenson (1784–1857)                                                       | 3 december 1827   | 2 juni 1834       | D      | Virginia       | 23          |
| 12     | John Bell                                                                          | John Bell (1796–1869)                                                              | 2 juni 1834       | 4 maart 1835      | D      | Tennessee      |             |
| Vacant |                                                                                    |                                                                                    |                   |                   |        |                |             |
| 13     | James Polk                                                                         | James Polk (1795–1849)                                                             | 7 december 1835   | 4 maart 1839      | D      | Tennessee      | 24          |
| 13     | James Polk                                                                         | James Polk (1795–1849)                                                             | 7 december 1835   | 4 maart 1839      | D      | Tennessee      | 25          |
| Vacant |                                                                                    |                                                                                    |                   |                   |        |                |             |
| 14     | Robert Hunter                                                                      | Robert Mercer Taliaferro Hunter (1809–1887)                                        | 16 december 1839  | 4 maart 1841      | W      | Virginia       | 26          |
| Vacant |                                                                                    |                                                                                    |                   |                   |        |                |             |
| 15     | Robert Hunter                                                                      | John White (1802–1845)                                                             | 31 mei 1841       | 4 maart 1843      | W      | Kentucky       | 27          |
| Vacant |                                                                                    |                                                                                    |                   |                   |        |                |             |
| 16     | John Jones                                                                         | John Jones (1791–1848)                                                             | 4 december 1843   | 4 maart 1845      | D      | Virginia       | 28          |
| Vacant |                                                                                    |                                                                                    |                   |                   |        |                |             |
| 17     | John Wesley Davis                                                                  | John Wesley Davis (1799–1859)                                                      | 1 december 1845   | 4 maart 1847      | D      | Indiana        | 29          |
| Vacant |                                                                                    |                                                                                    |                   |                   |        |                |             |
| 18     | Robert Winthrop                                                                    | Robert Winthrop (1809–1894)                                                        | 1 december 1847   | 4 maart 1849      | W      | Massachusetts  | 30          |
| Vacant |                                                                                    |                                                                                    |                   |                   |        |                |             |
| 19     | Howell Cobb                                                                        | Howell Cobb (1815–1868)                                                            | 2 december 1849   | 4 maart 1851      | D      | Georgia        | 31          |
| Vacant |                                                                                    |                                                                                    |                   |                   |        |                |             |
| 20     | Linn Boyd                                                                          | Linn Boyd (1800–1859)                                                              | 1 december 1851   | 4 maart 1855      | D      | Kentucky       | 32          |
| 20     | Linn Boyd                                                                          | Linn Boyd (1800–1859)                                                              | 1 december 1851   | 4 maart 1855      | D      | Kentucky       | 33          |
| Vacant |                                                                                    |                                                                                    |                   |                   |        |                |             |
| 21     | Nathaniel Banks                                                                    | Nathaniel Banks (1816–1894)                                                        | 2 februari 1856   | 4 maart 1857      | A      | Massachusetts  | 34          |
| Vacant |                                                                                    |                                                                                    |                   |                   |        |                |             |
| 22     | James Orr                                                                          | James Orr (1822–1873)                                                              | 7 december 1857   | 4 maart 1859      | D      | South Carolina | 35          |
| Vacant |                                                                                    |                                                                                    |                   |                   |        |                |             |
| 23     | William Pennington                                                                 | William Pennington (1796–1862)                                                     | 1 februari 1860   | 4 maart 1861      | R      | New Jersey     | 36          |
| Vacant |                                                                                    |                                                                                    |                   |                   |        |                |             |
| 24     | Galusha Grow                                                                       | Galusha Grow (1823–1907)                                                           | 4 juli 1961       | 4 maart 1863      | R      | Pennsylvania   | 37          |
| Vacant |                                                                                    |                                                                                    |                   |                   |        |                |             |
| 25     | Schuyler Colfax                                                                    | Schuyler Colfax (1823–1885)                                                        | 7 december 1863   | 3 maart 1869      | R      | Indiana        | 38          |
| 25     | Schuyler Colfax                                                                    | Schuyler Colfax (1823–1885)                                                        | 7 december 1863   | 3 maart 1869      | R      | Indiana        | 39          |
| 25     | Schuyler Colfax                                                                    | Schuyler Colfax (1823–1885)                                                        | 7 december 1863   | 3 maart 1869      | R      | Indiana        | 40          |
| 26     | Theodore Pomeroy                                                                   | Theodore Pomeroy (1824–1905)                                                       | 3 maart 1869      | 4 maart 1869      | R      | New York       |             |
| 27     | James Blaine                                                                       | James Blaine (1830–1893)                                                           | 4 maart 1869      | 4 maart 1875      | R      | Maine          | 41          |
| 27     | James Blaine                                                                       | James Blaine (1830–1893)                                                           | 4 maart 1869      | 4 maart 1875      | R      | Maine          | 42          |
| 27     | James Blaine                                                                       | James Blaine (1830–1893)                                                           | 4 maart 1869      | 4 maart 1875      | R      | Maine          | 43          |
| Vacant |                                                                                    |                                                                                    |                   |                   |        |                |             |
| 28     | Michael Kerr                                                                       | Michael Kerr (1827–1876)                                                           | 6 december 1875   | 19 augustus 1876  | D      | Indiana        | 44          |
| Vacant |                                                                                    |                                                                                    |                   |                   |        |                | 44          |
| 29     | Samuel Randall                                                                     | Samuel Randall (1828–1890)                                                         | 4 december 1876   | 4 maart 1881      | D      | Pennsylvania   | 44          |
| 29     | Samuel Randall                                                                     | Samuel Randall (1828–1890)                                                         | 4 december 1876   | 4 maart 1881      | D      | Pennsylvania   | 45          |
| 29     | Samuel Randall                                                                     | Samuel Randall (1828–1890)                                                         | 4 december 1876   | 4 maart 1881      | D      | Pennsylvania   | 46          |
| Vacant |                                                                                    |                                                                                    |                   |                   |        |                |             |
| 30     | Warren Keifer                                                                      | Warren Keifer (1836–1932)                                                          | 5 december 1881   | 4 maart 1883      | R      | Ohio           | 47          |
| Vacant |                                                                                    |                                                                                    |                   |                   |        |                |             |
| 31     | John Carlisle                                                                      | John Carlisle (1834–1810)                                                          | 3 december 1883   | 4 maart 1889      | D      | Kentucky       | 48          |
| 31     | John Carlisle                                                                      | John Carlisle (1834–1810)                                                          | 3 december 1883   | 4 maart 1889      | D      | Kentucky       | 49          |
| 31     | John Carlisle                                                                      | John Carlisle (1834–1810)                                                          | 3 december 1883   | 4 maart 1889      | D      | Kentucky       | 50          |
| Vacant |                                                                                    |                                                                                    |                   |                   |        |                |             |
| 32     | Thomas Reed                                                                        | Thomas Reed (1839–1902)                                                            | 4 december 1889   | 4 maart 1891      | R      | Maine          | 51          |
| Vacant |                                                                                    |                                                                                    |                   |                   |        |                |             |
| 33     | Charles Crisp                                                                      | Charles Crisp (1845–1896)                                                          | 8 december 1891   | 4 maart 1895      | D      | Georgia        | 52          |
| 33     | Charles Crisp                                                                      | Charles Crisp (1845–1896)                                                          | 8 december 1891   | 4 maart 1895      | D      | Georgia        | 53          |
| Vacant |                                                                                    |                                                                                    |                   |                   |        |                |             |
| (32)   | Thomas Reed                                                                        | Thomas Reed (1839–1902)                                                            | 2 december 1895   | 4 maart 1899      | R      | Maine          | 54          |
| (32)   | Thomas Reed                                                                        | Thomas Reed (1839–1902)                                                            | 2 december 1895   | 4 maart 1899      | R      | Maine          | 55          |
| Vacant |                                                                                    |                                                                                    |                   |                   |        |                |             |
| 34     | David Henderson                                                                    | David Henderson (1840–1906)                                                        | 4 december 1899   | 4 maart 1903      | R      | Iowa           | 56          |
| 34     | David Henderson                                                                    | David Henderson (1840–1906)                                                        | 4 december 1899   | 4 maart 1903      | R      | Iowa           | 57          |
| Vacant |                                                                                    |                                                                                    |                   |                   |        |                |             |
| 35     | Joseph Cannon                                                                      | Joseph Cannon (1836–1926)                                                          | 9 november 1903   | 4 maart 1911      | R      | Illinois       | 58          |
| 35     | Joseph Cannon                                                                      | Joseph Cannon (1836–1926)                                                          | 9 november 1903   | 4 maart 1911      | R      | Illinois       | 59          |
| 35     | Joseph Cannon                                                                      | Joseph Cannon (1836–1926)                                                          | 9 november 1903   | 4 maart 1911      | R      | Illinois       | 60          |
| 35     | Joseph Cannon                                                                      | Joseph Cannon (1836–1926)                                                          | 9 november 1903   | 4 maart 1911      | R      | Illinois       | 61          |
| Vacant |                                                                                    |                                                                                    |                   |                   |        |                |             |
| 36     | Champ Clark                                                                        | Champ Clark (1850–1921)                                                            | 4 april 1911      | 4 maart 1919      | D      | Missouri       | 62          |
| 36     | Champ Clark                                                                        | Champ Clark (1850–1921)                                                            | 4 april 1911      | 4 maart 1919      | D      | Missouri       | 63          |
| 36     | Champ Clark                                                                        | Champ Clark (1850–1921)                                                            | 4 april 1911      | 4 maart 1919      | D      | Missouri       | 64          |
| 36     | Champ Clark                                                                        | Champ Clark (1850–1921)                                                            | 4 april 1911      | 4 maart 1919      | D      | Missouri       | 65          |
| Vacant |                                                                                    |                                                                                    |                   |                   |        |                |             |
| 37     | Frederick Gillett                                                                  | Frederick Gillett (1851–1935)                                                      | 19 mei 1919       | 4 maart 1925      | R      | Massachusetts  | 66          |
| 37     | Frederick Gillett                                                                  | Frederick Gillett (1851–1935)                                                      | 19 mei 1919       | 4 maart 1925      | R      | Massachusetts  | 67          |
| 37     | Frederick Gillett                                                                  | Frederick Gillett (1851–1935)                                                      | 19 mei 1919       | 4 maart 1925      | R      | Massachusetts  | 68          |
| Vacant |                                                                                    |                                                                                    |                   |                   |        |                |             |
| 38     | Nicholas Longworth                                                                 | Nicholas Longworth (1869–1931)                                                     | 7 december 1925   | 4 maart 1931      | R      | Ohio           | 69          |
| 38     | Nicholas Longworth                                                                 | Nicholas Longworth (1869–1931)                                                     | 7 december 1925   | 4 maart 1931      | R      | Ohio           | 70          |
| 38     | Nicholas Longworth                                                                 | Nicholas Longworth (1869–1931)                                                     | 7 december 1925   | 4 maart 1931      | R      | Ohio           | 71          |
| Vacant |                                                                                    |                                                                                    |                   |                   |        |                |             |
| 39     | John Nance Garner                                                                  | John Nance Garner (1868–1967)                                                      | 7 december 1931   | 4 maart 1933      | D      | Texas          | 72          |
| 40     | Henry Rainey                                                                       | Henry Rainey (1860–1934)                                                           | 4 maart 1933      | 19 augustus 1934  | D      | Illinois       | 73          |
| Vacant |                                                                                    |                                                                                    |                   |                   |        |                | 73          |
| 41     | Jo Byrns                                                                           | Jo Byrns (1869–1936)                                                               | 3 januari 1935    | 4 juni 1936       | D      | Tennessee      | 74          |
| Vacant |                                                                                    |                                                                                    |                   |                   |        |                | 74          |
| 42     | William Bankhead                                                                   | William Bankhead (1874–1940)                                                       | 4 juni 1936       | 15 september 1940 | D      | Alabama        | 74          |
| 42     | William Bankhead                                                                   | William Bankhead (1874–1940)                                                       | 4 juni 1936       | 15 september 1940 | D      | Alabama        | 75          |
| 42     | William Bankhead                                                                   | William Bankhead (1874–1940)                                                       | 4 juni 1936       | 15 september 1940 | D      | Alabama        | 76          |
| 43     | Sam Rayburn                                                                        | Sam Rayburn (1882–1961)                                                            | 15 september 1940 | 3 januari 1947    | D      | Texas          |             |
| 43     | Sam Rayburn                                                                        | Sam Rayburn (1882–1961)                                                            | 15 september 1940 | 3 januari 1947    | D      | Texas          | 77          |
| 43     | Sam Rayburn                                                                        | Sam Rayburn (1882–1961)                                                            | 15 september 1940 | 3 januari 1947    | D      | Texas          | 78          |
| 43     | Sam Rayburn                                                                        | Sam Rayburn (1882–1961)                                                            | 15 september 1940 | 3 januari 1947    | D      | Texas          | 79          |
| 44     | Joseph Martin                                                                      | Joseph Martin (1884–1968)                                                          | 3 januari 1947    | 3 januari 1949    | R      | Massachusetts  | 80          |
| (43)   | Sam Rayburn                                                                        | Sam Rayburn (1882–1961)                                                            | 3 januari 1949    | 3 januari 1953    | D      | Texas          | 81          |
| (43)   | Sam Rayburn                                                                        | Sam Rayburn (1882–1961)                                                            | 3 januari 1949    | 3 januari 1953    | D      | Texas          | 82          |
| (44)   | Joseph Martin                                                                      | Joseph Martin (1884–1968)                                                          | 3 januari 1953    | 3 januari 1955    | R      | Massachusetts  | 83          |
| (43)   | Sam Rayburn                                                                        | Sam Rayburn (1882–1961)                                                            | 3 januari 1955    | 16 november 1961  | D      | Texas          | 84          |
| (43)   | Sam Rayburn                                                                        | Sam Rayburn (1882–1961)                                                            | 3 januari 1955    | 16 november 1961  | D      | Texas          | 85          |
| (43)   | Sam Rayburn                                                                        | Sam Rayburn (1882–1961)                                                            | 3 januari 1955    | 16 november 1961  | D      | Texas          | 86          |
| (43)   | Sam Rayburn                                                                        | Sam Rayburn (1882–1961)                                                            | 3 januari 1955    | 16 november 1961  | D      | Texas          | 87          |
| Vacant |                                                                                    |                                                                                    |                   |                   |        |                |             |
| 45     | John McCormack                                                                     | John McCormack (1891–1980)                                                         | 10 januari 1962   | 3 januari 1971    | D      | Massachusetts  |             |
| 45     | John McCormack                                                                     | John McCormack (1891–1980)                                                         | 10 januari 1962   | 3 januari 1971    | D      | Massachusetts  | 88          |
| 45     | John McCormack                                                                     | John McCormack (1891–1980)                                                         | 10 januari 1962   | 3 januari 1971    | D      | Massachusetts  | 89          |
| 45     | John McCormack                                                                     | John McCormack (1891–1980)                                                         | 10 januari 1962   | 3 januari 1971    | D      | Massachusetts  | 90          |
| 45     | John McCormack                                                                     | John McCormack (1891–1980)                                                         | 10 januari 1962   | 3 januari 1971    | D      | Massachusetts  | 91          |
| 46     | Carl Albert                                                                        | Carl Albert (1908–2000)                                                            | 3 januari 1971    | 3 januari 1977    | D      | Washington     | 92          |
| 46     | Carl Albert                                                                        | Carl Albert (1908–2000)                                                            | 3 januari 1971    | 3 januari 1977    | D      | Washington     | 93          |
| 46     | Carl Albert                                                                        | Carl Albert (1908–2000)                                                            | 3 januari 1971    | 3 januari 1977    | D      | Washington     | 94          |
| 47     | Tip O'Neill                                                                        | Tip O'Neill (1912–1994)                                                            | 3 januari 1977    | 3 januari 1987    | D      | Massachusetts  | 95          |
| 47     | Tip O'Neill                                                                        | Tip O'Neill (1912–1994)                                                            | 3 januari 1977    | 3 januari 1987    | D      | Massachusetts  | 96          |
| 47     | Tip O'Neill                                                                        | Tip O'Neill (1912–1994)                                                            | 3 januari 1977    | 3 januari 1987    | D      | Massachusetts  | 97          |
| 47     | Tip O'Neill                                                                        | Tip O'Neill (1912–1994)                                                            | 3 januari 1977    | 3 januari 1987    | D      | Massachusetts  | 98          |
| 47     | Tip O'Neill                                                                        | Tip O'Neill (1912–1994)                                                            | 3 januari 1977    | 3 januari 1987    | D      | Massachusetts  | 99          |
| 48     | Jim Wright                                                                         | Jim Wright (1922–2015)                                                             | 3 januari 1987    | 6 juni 1989       | D      | Texas          | 100         |
| 48     | Jim Wright                                                                         | Jim Wright (1922–2015)                                                             | 3 januari 1987    | 6 juni 1989       | D      | Texas          | 101         |
| 49     | Tom Foley                                                                          | Tom Foley (1929–2013)                                                              | 6 juni 1989       | 3 januari 1995    | D      | Washington     |             |
| 49     | Tom Foley                                                                          | Tom Foley (1929–2013)                                                              | 6 juni 1989       | 3 januari 1995    | D      | Washington     | 102         |
| 49     | Tom Foley                                                                          | Tom Foley (1929–2013)                                                              | 6 juni 1989       | 3 januari 1995    | D      | Washington     | 103         |
| 50     | Newt Gingrich                                                                      | Newt Gingrich (1943)                                                               | 3 januari 1995    | 3 januari 1999    | R      | Georgia        | 104         |
| 50     | Newt Gingrich                                                                      | Newt Gingrich (1943)                                                               | 3 januari 1995    | 3 januari 1999    | R      | Georgia        | 105         |
| 51     | Dennis Hastert                                                                     | Dennis Hastert (1942)                                                              | 3 januari 1999    | 3 januari 2007    | R      | Illinois       | 106         |
| 51     | Dennis Hastert                                                                     | Dennis Hastert (1942)                                                              | 3 januari 1999    | 3 januari 2007    | R      | Illinois       | 107         |
| 51     | Dennis Hastert                                                                     | Dennis Hastert (1942)                                                              | 3 januari 1999    | 3 januari 2007    | R      | Illinois       | 108         |
| 51     | Dennis Hastert                                                                     | Dennis Hastert (1942)                                                              | 3 januari 1999    | 3 januari 2007    | R      | Illinois       | 109         |
| 52     | Nancy Pelosi                                                                       | Nancy Pelosi (1940)                                                                | 3 januari 2007    | 3 januari 2011    | D      | Californië     | 110         |
| 52     | Nancy Pelosi                                                                       | Nancy Pelosi (1940)                                                                | 3 januari 2007    | 3 januari 2011    | D      | Californië     | 111         |
| 53     | John Boehner                                                                       | John Boehner (1949)                                                                | 3 januari 2011    | 29 oktober 2015   | R      | Ohio           | 112         |
| 53     | John Boehner                                                                       | John Boehner (1949)                                                                | 3 januari 2011    | 29 oktober 2015   | R      | Ohio           | 113         |
| 53     | John Boehner                                                                       | John Boehner (1949)                                                                | 3 januari 2011    | 29 oktober 2015   | R      | Ohio           | 114         |
| 54     | Paul Ryan                                                                          | Paul Ryan (1970)                                                                   | 29 oktober 2015   | 3 januari 2019    | R      | Wisconsin      |             |
| 54     | Paul Ryan                                                                          | Paul Ryan (1970)                                                                   | 29 oktober 2015   | 3 januari 2019    | R      | Wisconsin      | 115         |
| (52)   | Nancy Pelosi                                                                       | Nancy Pelosi (1940)                                                                | 3 januari 2019    | 3 januari 2023    | D      | Californië     | 116         |
| (52)   | Nancy Pelosi                                                                       | Nancy Pelosi (1940)                                                                | 3 januari 2019    | 3 januari 2023    | D      | Californië     | 117         |
| 55     | Kevin McCarthy                                                                     | Kevin McCarthy (1965)                                                              | 7 januari 2023    | 3 oktober 2023    | R      | Californië     | 118         |
| Vacant |                                                                                    |                                                                                    |                   |                   |        |                | 118         |
| 56     | Mike Johnson                                                                       | Mike Johnson (1972)                                                                | 25 oktober 2023   | heden             | R      | Louisiana      | 118         |